# تيم جليسون
تيم جليسون (بالإنجليزية: Tim Gleason)‏ هو لاعب هوكي الجليد أمريكي، ولد في 29 يناير 1983 في كلوسون في الولايات المتحدة.

## وصلات خارجية
- تيم جليسون على موقع دوري الهوكي الوطني (الإنجليزية)
- تيم جليسون على موقع EliteProspects.com (الإنجليزية)
- تيم جليسون على موقع HockeyDB.com (الإنجليزية)
- تيم جليسون على موقع Hockey-Reference.com (الإنجليزية)
- تيم جليسون على موقع أوليمبيديا (الإنجليزية)